# Atractus discovery
Atractus discovery – gatunek węża z rodziny połozowatych (Colubridae), występujący w północno-zachodniej Ameryce Południowej. Jest endemitem Ekwadoru.

## Systematyka
Takson ten po raz pierwszy zgodnie z zasadami nazewnictwa binominalnego opisali w 2022 roku ekwadorscy herpetolodzy Alejandro Arteaga, Amanda Quezada, Jose Vieira i Juan M. Guayasamin na łamach „ZooKeys” na podstawie holotypu (ZSFQ 4937, dorosły samiec) zebranego przez Alejandro Arteagę i Amandę Quezada w miejscowości Amaluza (2°36′57″S 78°33′55″W/-2,615820 -78,565370) w prowincji Azuay w południowym Ekwadorze, na wysokości 2002 m n.p.m. Autorzy przebadali też 2 paratypy – dorosłe samice.

### Etymologia
- Atractus: gr. ατρακτος atraktos „wrzeciono, strzała”[3].
- discovery: na cześć  ‘The Explorers Club Discovery Expedition Grants’ (https://www.explorers.org/grants).

## Występowanie
Gatunek ten jest znany tylko z dwóch lokalizacji wzdłuż Río Paute na amazońskich stokach Andów w prowincjach Azuay i Morona Santiago w Ekwadorze w zakresie wysokości 2002–2057 m n.p.m. Jest znany tylko z trzech okazów znalezionych na otwartych terenach w pobliżu tropikalnych wilgotnych lasów górskich. Prawdopodobnie, jak inne gatunki z tego rodzaju, prowadzi głównie nocny tryb życia, w ciągu dnia ukrywa się pod kłodami drzew, kamieniami lub w miękkiej ziemi. Dieta Atractus discovery prawdopodobnie obejmuje dżdżownice i ślimaki.

## Morfologia
Jest to średniej wielkości wąż o małej głowie, której szerokość jest podobna do szerokości szyi, małych oczach i dość jednolitym ubarwieniu. Grzbiet jest jasnobrązowy ze słabo widocznymi ciemniejszymi plamkami. Brzuch jasnożółty z ciemnym szerokim pasem położonym centralnie na brzuchu. Jest podobny do Atractus avernus, Atractus duboisi, Atractus ecuadorensis, Atractus zgap, Atractus orcesi, Atractus resplendens i Atractus occipitoalbus, ale ten posiada wzór łusek grzbietowych 17/17/17, w przeciwieństwie do wymienionych 15/15/15.
Wymiary:
|                          | Samica   | Samiec   |
| Długość całkowita (mm)   | 327–352  | 312      |
| Długość SVL (mm)         | 308–328  | 284      |
| Łuski grzbietowe (rzędy) | 17/17/17 | 17/17/17 |
| Łuski brzuszne           | 170–172  | 168      |
| Tarczki podogonowe       | 17–18    | 27       |

## Status
W Czerwonej księdze gatunków zagrożonych IUCN Atractus discovery nie jest jeszcze klasyfikowany. 